# 41-я гвардейская стрелковая дивизия
41-я гвардейская стрелковая Корсуньско-Дунайская ордена Суворова дивизия — воинское формирование (соединение, стрелковая дивизия) РККА в Великой Отечественной войне.
Условное наименование — Войсковая часть полевая почта (в/ч пп) № 43128.
Сокращённое наименование — 41 гв. сд.

## История

### Создание
Согласно директиве заместителя НКО СССР № opг/2/786742 от 2 августа 1942 года 10-й воздушно-десантный корпус с 3 по 7 августа 1942 года был переформирован в 41-ю гвардейскую стрелковую дивизию. Воздушно-десантные бригады были переформированы в гвардейские стрелковые полки: 23-я — в 122-й (командир — гв. подполковник А. Г. Мильский), 24-я — в 124-й (командир — гв. подполковник А. Н. Лобанов), 25-я — в 126-й (командир — гв. майор П. П. Внук). В дивизию также вошли: 89-й гвардейский артиллерийский полк (командир — гв. подполковник А. П. Французов) и вновь сформированные части: 44-й отдельный гвардейский сапёрный батальон (командир — гв. капитан Н. Н. Кащеев), 49-й отдельный гвардейский пулемётный батальон (командир — гв. старший лейтенант Н. Е. Денисов), 44-й отдельный гвардейский истребительный противотанковый дивизион (командир — гв. капитан Н. И. Смирнов), отдельный учебный стрелковый батальон (командир — гв. майор С. П. Гурин), отдельная рота связи (командир — гв. воентехник 2 ранга Н. И. Грачёв) 52-я отдельная зенитная артиллерийская батарея (командир — гв. старший лейтенант Е. Г. Бибиков). Всему личному составу дивизии было присвоено воинское звание «Гвардеец».
Директивой Ставки ВГК № 994144 от 5 августа 1942 года дивизия была включена в состав 1-й гвардейской армии. Директивой Ставки ВГК № 1036004 от 5 августа 1942 года дивизия получила приказ на отправку 9 августа со станции Внуково (89-й гвардейский артполк со станции Коломна) и следовании через Поворино, в состав Юго-Восточного фронта. 8 августа был издан первый боевой приказ о погрузке частей дивизии, с 9 по 11 августа 1942 года дивизия погрузилась в эшелоны и была направлена в район сосредоточения.

### Участие в боевых действиях
Период вхождения в действующую армию: 15 августа 1942 года — 13 октября 1942 года, 4 ноября 1942 года — 4 сентября 1944 года, 3 ноября 1944 года — 9 мая 1945 года.
16 августа 1942 года дивизия прибыла в состав 1-й гвардейской армии, разгрузилась на станции Лог и выступила в район Ново-Григорьевской. 17 августа дивизия переправившись через Дон прибыла к месту назначения и заняла оборону. 18 августа дивизия вместе с 1-й гвардейской армией вошла в состав Сталинградского фронта. В свой первый бой дивизия вступила 22 августа с задачей овладеть селом Перекопка и высотой 181,6. Несмотря на слабую артподготовку и превосходящего по численности и боевой технике противника гвардейцы смогли прорвать оборону и к середине дня продвинулись на 2—3 км и закрепились на занятых рубежах. Дивизия в течение недели с ожесточёнными боями продолжала продвигаться вперёд, 25—26 августа освободила населённые пункты Перекопская, Лапушино, Перекопка, 27 августа овладела Ярковский и Малые Ярки. К 30 августа части дивизии продвинулись на 30-40 км и вышли на рубеж Логовской, Осиновки.
30 августа дивизия получила приказ перейти в район совхоза Котлубань северо-западнее Сталинграда, куда прибыла к рассвету 3 сентября. 4 сентября дивизия перешла в наступление на соединение с частями 62-й армии. До 11 сентября дивизия вела наступление в районе совхоза Опытное поле, при поддержке 7-го танкового корпуса П. А. Ротмистрова, но смогла продвинуться вперёд всего на несколько километров. В этих тяжёлых боях дивизия понесла большие потери, в боевых подразделениях полков насчитывалось: 122-й гв. сп — 40 человек, 124-й гв. сп — 176 человек, 126-й гв. сп — 101 человек, в полном составе сохранились оусб, 44-й гв. осб, незначительные потери имели 49-й гв. опб и дивизионная артиллерия.
14 сентября 1942 года дивизия сдала свой участок 38-й гвардейской стрелковой дивизии и передислоцировалась на участок Кузьмичи, высота 112,7, в состав 66-й армии.
6 октября дивизия выводится в резерв армии, а затем отправляется на доукомплектование на станцию Романовка Саратовской области, где находилась до ноября 1942 года.
16 декабря 1942 года дивизия прибыла на Юго-Западный фронт где в составе 4-го гвардейского стрелкового корпуса 1-й гвардейской армии вела наступательные бои в направлении: Чертково, Беловодск, Старобельск, Новая Астрахань, Рубежная, Лисичанск.
В феврале 1943 года дивизия в составе 4 гв. ск переходит в 6-ю гвардейскую армию и с 18 февраля ведёт бои за станцию Синельниково.
С марта по август 1943 года дивизия занимала оборону по восточному берегу реки Северский Донец и одновременно пополнялась личным составом и материальной частью.
В августе дивизия вошла в состав 64-го стрелкового корпуса 57-й армии Степного фронта и вела наступательные бои на Харьковском направлении. После освобождения Харькова дивизия наступала в Юго-Западном направлении на Тарановку и Мелиховку. 20 сентября 1943 года части дивизии переправились через реку Орель и на рассвете 25 сентября вышли к Днепру.
9 октября 1943 года дивизия перебрасывается на Бородаевский плацдарм. 28 октября части дивизии подошли к станции Куцовка, где попали под сокрушительный контрудар прибывших немецких танковых резервов. 29 октября дивизия, прорвав кольцо окружения, вышла и заняла оборону на фронте Александровка, Графит.
5 января 1944 года дивизия перешла в наступление на Кировоград в составе 24-го гвардейского стрелкового корпуса 7-й гвардейской армии.
С 4 по 14 февраля 1944 года совершила 200-км марш в состав 4-й гвардейской армии занимавшей оборону на внешнем фронте окружения Корсунь-Шевченковской группировки. Дивизия заняла оборону в районе сел Подчапинцы и Джурженцы с задачей не допустить прорыва врага к окружённой группировке.
16 марта 1944 года дивизия форсировала реку Буг, 30 марта штурмом овладела городом Рыбница, 1 апреля форсировала реку Днестр, 6 апреля заняла город Оргеев, а 9 апреля форсировала реку Реут, где перешла к обороне.
19 июля дивизия сдала свой участок обороны 53-й армии и, совершив 100-км переход, сосредоточилась в районе Кондратешты, где начала подготовку к наступлению.
27 августа части дивизии вышли к границе СССР на реке Прут в районе Грозешты. Переправившись через Прут по понтонным мостам, дивизия продолжила наступать по территории Румынии. 30 августа дивизия вышла на рубеж Холарешты, Бунешты.
После завершения Ясско-Кишиневской операции дивизия в составе 4-й гвардейской армии была выведена в резерв Ставки в западную Украину в район города Луцк, где до октября 1944 года производила доукомплектование и занятия с личным составом.
22 октября дивизия получила приказ погрузиться в эшелоны и отправиться к новому месту дислокации. Эшелоны прошли по территории Румынии и 13 ноября разгрузились на станции Радно. После чего дивизия совершила марш и 20 ноября вышла район Бочбокад. 22 ноября дивизия закончила смену частей 233-й стрелковой дивизии в 35-километровой полосе по левому берегу Дуная на участке Бая, Мохач. В ночь на 25 ноября 126-й гвардейский стрелковый полк захватили плацдарм на правом берегу Дуная и днём перешли наступление на город Мохач. К исходу 26 ноября части дивизии овладели Мохач; продолжая развивать успех, захватили населённые пункты Бата, Долина, Вешеид. В 11:00 30 ноября дивизия штурмом взяла город Сексард и, форсировав канал Шиергард, продолжила наступление на Толно. Дивизия, продолжив развивать наступление, выбила противника из Пальфа и к 17:00 4 декабря овладела важным железнодорожным узлом городом Шимонторнья. 8 декабря части дивизии заняли станцию Кишчерк.
3 января 1945 года дивизия из района Секешфехервар совершила 52-х километровый марш в район Чабди, где встала заслоном на пути у рвавшихся на помощь к окружённой в районе Будапешта группировке 23-й танковой дивизии и 11-й моторизованной дивизии СС «Нордланд». С 6 января по 12 января частям дивизии пришлось драться в полуокружении. 12 января дивизия сдала свой участок обороны 62-й стрелковой дивизии и заняла оборону во втором эшелоне в районе Алчут. 15 января дивизия перешла в район Чала и заняла оборону в полосе Патка, Таллиан, Секешфехервар, Дьюла. В ночь на 24 января дивизия получила приказ отойти на рубеж Ловашберень, где заняла круговую оборону.
2 апреля дивизия перешла венгеро-австрийскую границу и продолжила наступление в направлении города Вена. После взятия Вены 13 апреля 1945 года дивизия несла в городе гарнизонную службу.
8 мая 1945 года дивизия перешла в наступление и вышла на реку Ибс в районе Вайдхофен, где встретилась с союзными войсками.

### Послевоенный период
В июне 1945 года дивизия совершила марш в район Нойнкирхен, где проводилось прочесывание местности по вылавливанию разрозненных групп противника. В этом районе дивизия дислоцировалась до сентября 1945 года.
В октябре 1945 года 41-я гвардейская стрелковая дивизия согласно директиве ВС ЦГВ № орг/1/00384 от 11 октября 1945 года переформирована в 18-ю гвардейскую механизированную Корсуньско-Дунайскую ордена Суворова дивизию. С 19 по 23 апреля 1946 года дивизия была передислоцирована в город Печ (Венгрия). В июне 1946 года дивизия была передислоцирована в город Черкасы Киевского военного округа.
Весной 1957 года, согласно директиве Командующего войсками КВО № ому/1/7526сс от 30 марта 1957 года было начато переформирование 18-й гвардейской механизированной дивизии в танковую дивизию. 4 июня 1957 года дивизия получила новый номер — 35-я гвардейская танковая Корсуньско-Дунайская ордена Суворова дивизия. В мае 1960 года дивизия вошла в состав 1-й отдельной армии.
12 февраля 1965 года согласно приказу МО СССР № 003 от 11 января 1965 года и директивы штаба КВО № ому/1/91181 от 3 февраля 1965 года, в целях сохранения боевых традиций, дивизии был возвращён номер времён ВОВ — 41-я гвардейская танковая Корсуньско-Дунайская ордена Суворова дивизия (в/ч 43128).
9 мая 1970 года 41-я гвардейская танковая Корсуньско-Дунайская ордена Суворова дивизия, в честь 25-й годовщины Победы в Великой Отечественной войне была награждена орденом Кутузова II степени.
1 сентября 1990 года директивами НШ ВС СССР № 314/3/0392 от 2 марта 1990 года и ККВО № 15/1/04402 от 17 марта 1990 года 41-я гвардейская танковая дивизия преобразована в 6298-ю гвардейскую Корсуньско-Дунайскую ордена Суворова и Кутузова базу хранения имущества (в/ч 43128). При преобразовании, танки дивизии были переданы в 5193-ю базу хранения военной техники в город Умань, а в Черкасах осталось чуть более 40 КШМ на базе БТР.
Директивой ГШ ВС Украины № 115/1/0804 от 7 октября 1993 года 6298-я гвардейская Корсуньско-Дунайская ордена Суворова и Кутузова база хранения имущества (в/ч 43128) переименована в 6298-ю базу хранения имущества (в/ч А-2013).
1 сентября 1997 года 6298-я база хранения имущества (в/ч А-2013) расформирована, Боевое знамя сдано в штаб Краснознамённого Киевского военного округа.

## Состав дивизии

### 1945 год
- 122-й гвардейский стрелковый полк: командир - подполковник (на март 1943 года) Дмитриев, Пётр Васильевич[9]
- 124-й гвардейский стрелковый полк,
- 126-й гвардейский стрелковый полк,
- 89-й гвардейский артиллерийский полк,
- 44-й отдельный гвардейский истребительно-противотанковый дивизион,
- 52-я отдельная гвардейская зенитная артиллерийская батарея (до 20.4.43 г.),
- 37-я гвардейская разведывательная рота,
- 44-й гвардейский сапёрный батальон,
- 174-й отдельный гвардейский батальон связи (55-я отдельная гвардейская рота связи),
- 514-й (45-й) медико-санитарный батальон,
- 43-я отдельная гвардейская рота химической защиты,
- 601-я (38-я) автотранспортная рота,
- 631-я (40-я) полевая хлебопекарня,
- 633-й (34-й) дивизионный ветеринарный лазарет,
- 2144-я полевая почтовая станция,
- 570-я полевая касса Госбанка[10][4].

## Подчинение
| Подчинение      | Подчинение               | Подчинение            | Подчинение                         | Подчинение |
| На дату         | Фронт                    | Армия                 | Корпус                             |            |
| --------------- | ------------------------ | --------------------- | ---------------------------------- | ---------- |
| 02.08.1942 года | Московский военный округ | -                     | -                                  |            |
| 01.09.1942 года | Сталинградский фронт     | 1-я гвардейская армия | -                                  |            |
| 01.10.1942 года | Донской фронт            | 24-я армия            | -                                  |            |
| 01.11.1942 года | Резерв ставки ВГК        | 4-я резервная армия   | 4-й гвардейский стрелковый корпус  |            |
| 01.12.1942 года | Юго-Западный фронт       | 1-я гвардейская армия | 4-й гвардейский стрелковый корпус  |            |
| 01.01.1943 года | Юго-Западный фронт       | 1-я гвардейская армия | 4-й гвардейский стрелковый корпус  |            |
| 01.02.1943 года | Юго-Западный фронт       | 1-я гвардейская армия | 4-й гвардейский стрелковый корпус  |            |
| 01.03.1943 года | Юго-Западный фронт       | фронтового подчинения | 4-й гвардейский стрелковый корпус  |            |
| 01.04.1943 года | Юго-Западный фронт       | 6-я армия             | 30-й стрелковый корпус             |            |
| 01.05.1943 года | Юго-Западный фронт       | 6-я армия             | 26-й гвардейский стрелковый корпус |            |
| 01.06.1943 года | Юго-Западный фронт       | 6-я армия             | 26-й гвардейский стрелковый корпус |            |
| 01.07.1943 года | Юго-Западный фронт       | 6-я армия             | 26-й гвардейский стрелковый корпус |            |
| 01.08.1943 года | Юго-Западный фронт       | 57-я армия            | 64-й стрелковый корпус             |            |
| 01.09.1943 года | Степной фронт            | 57-я армия            | 27-й гвардейский стрелковый корпус |            |
| 01.10.1943 года | Степной фронт            | 57-я армия            | 68-й стрелковый корпус             |            |
| 01.11.1943 года | 2-й Украинский фронт     | фронтового подчинения | -                                  |            |
| 01.12.1943 года | 2-й Украинский фронт     | 7-я гвардейская армия | 25-й гвардейский стрелковый корпус |            |
| 01.01.1944 года | 2-й Украинский фронт     | 7-я гвардейская армия | 24-й гвардейский стрелковый корпус |            |
| 01.02.1944 года | 2-й Украинский фронт     | 7-я гвардейская армия | 24-й гвардейский стрелковый корпус |            |
| 01.03.1944 года | 2-й Украинский фронт     | 4-я гвардейская армия | 21-й гвардейский стрелковый корпус |            |
| 01.04.1944 года | 2-й Украинский фронт     | 4-я гвардейская армия | 20-й гвардейский стрелковый корпус |            |
| 01.05.1944 года | 2-й Украинский фронт     | 4-я гвардейская армия | 20-й гвардейский стрелковый корпус |            |
| 01.06.1944 года | 2-й Украинский фронт     | 4-я гвардейская армия | 20-й гвардейский стрелковый корпус |            |
| 01.07.1944 года | 2-й Украинский фронт     | 4-я гвардейская армия | 20-й гвардейский стрелковый корпус |            |
| 01.08.1944 года | 2-й Украинский фронт     | 4-я гвардейская армия | 20-й гвардейский стрелковый корпус |            |
| 01.09.1944 года | 2-й Украинский фронт     | 4-я гвардейская армия | 20-й гвардейский стрелковый корпус |            |
| 01.10.1944 года | Резерв ставки ВГК        | 4-я гвардейская армия | 21-й гвардейский стрелковый корпус |            |
| 01.11.1944 года | Резерв ставки ВГК        | 4-я гвардейская армия | 21-й гвардейский стрелковый корпус |            |
| 01.12.1944 года | 3-й Украинский фронт     | 4-я гвардейская армия | 21-й гвардейский стрелковый корпус |            |
| 01.01.1945 года | 3-й Украинский фронт     | 4-я гвардейская армия | 135-й стрелковый корпус            |            |
| 01.02.1945 года | 3-й Украинский фронт     | 4-я гвардейская армия | 21-й гвардейский стрелковый корпус |            |
| 01.03.1945 года | 3-й Украинский фронт     | 4-я гвардейская армия | 21-й гвардейский стрелковый корпус |            |
| 01.04.1945 года | 3-й Украинский фронт     | 4-я гвардейская армия | 21-й гвардейский стрелковый корпус |            |
| 01.05.1945 года | 3-й Украинский фронт     | 4-я гвардейская армия | 21-й гвардейский стрелковый корпус |            |

## Отличившиеся воины
| Награда | Ф. И. О.                        | Должность                                                                        | Звание                          | Дата награждения | Примечания |
| ------- | ------------------------------- | -------------------------------------------------------------------------------- | ------------------------------- | ---------------- | --- |
|         | Батавин Пётр Фёдорович          | стрелок 126-го гвардейского стрелкового полка                                    | Красноармеец                    | 28.04.1945       | |
|         | Беляев Александр Филиппович     | исполняющий обязанности командира дивизии                                        | Подполковник Красной Армии      | 20.12.1943       | погиб во время боя 11 декабря 1943 года в районе села Верблюжка Кировоградской области                            |
|         | Боборыкин, Виталий Николаевич   | командир стрелкового взвода 126-го гвардейского стрелкового полка                | Лейтенант Красной Армии         | 28.04.1945       | |
|         | Климов Николай Иванович         | командир 122-го гвардейского стрелкового полка                                   | Подполковник Красной Армии      | 28.04.1945       | |
|         | Орешков Сергей Николаевич       | командир стрелкового взвода 2-го батальона 124-го гвардейского стрелкового полка | Младший лейтенант Красной Армии | 20.12.1943       | 16 августа 1943 года в бою за посёлок Васищево бросился к огневой точке противника и своим телом закрыл амбразуру |
|         | Сергиенко Николай Егорович      | автоматчик отдельного учебного стрелкового батальона                             | Красноармеец                    | 13.09.1944       | 17 апреля 1945 года в уже освобождённой Вене был убит                                                             |
|         | Шайхутдинов Гимай Фасхутдинович | командир батареи 89-го гвардейского артиллерийского полка                        | Лейтенант Красной Армии         | 13.09.1944       | |
|         | Шахов Андрей Исаевич            | заместитель командира дивизии по политчасти                                      | Подполковник Красной Армии      | 28.04.1945       | |

За годы Великой Отечественной войны воинам гвардейцам дивизии было вручено 11425 орденов и медалей.

## Награды
| Награда (наименование)              | Дата награждения                                                               | За что получена |
| ----------------------------------- | ------------------------------------------------------------------------------ | --- |
| Почётное звание «Гвардейская»       | присвоено приказом НКО СССР от 2 августа 1942 года                             | при преобразовании 10-го воздушно-десантного корпуса в дивизию                                                                                          |
| Почётное наименование «Корсуньская» | присвоено приказом Верховного главнокомандующего № 045 от 26 февраля 1944 года | за отличия в боях по завершению уничтожения окружённой группировки немецких захватчиков в районе города Корсунь-Шевченковский                           |
| Почётное наименование «Дунайская»   | присвоено приказом Верховного главнокомандующего № 01 от 6 января 1945 года    | в ознаменование одержанной победы и отличия в боях при форсировании реки Дунай                                                                          |
| Орден Суворова II степени           | награждена указом Президиума Верховного Совета СССР от 5 апреля 1945 года      | за образцовое выполнение заданий командования в боях с немецкими захватчиками при овладении городом Будапешт и проявленные при этом доблесть и мужество |

За годы войны 41-я гвардейская стрелковая Корсуньско-Дунайская ордена Суворова дивизия была отмечена 12-ю благодарностями Верховного Главнокомандующего.
Также были удостоены наград и почётных наименований входящие в состав дивизии полки:
- 122-й гвардейский стрелковый Кишинёвский ордена Кутузова полк
  - Почётное наименование «Кишинёвский» присвоено приказом Верховного главнокомандующего № 0310 от 15 сентября 1944 года, в ознаменование одержанной победы и отличия в боях за овладение городом Кишинёв;
  - Награждён орденом Кутузова III степени указом Президиума Верховного Совета СССР от 17 мая 1945 года, за образцовое выполнение заданий командования в боях с немецкими захватчиками при овладении городом Вена и проявленные при этом доблесть и мужество[17].
- 124-й гвардейский стрелковый Будапештский орденов Суворова и Кутузова полк
  - Почётное наименование «Будапештский» присвоено приказом Верховного главнокомандующего № 064 от 5 апреля 1945 года, в ознаменование одержанной победы и отличия в боях за овладение городом Будапешт;
  - Награждён орденом Суворова III степени указом Президиума Верховного Совета СССР от 6 января 1945 года, за образцовое выполнение заданий командования в боях с немецкими захватчиками, за овладение городами Сексард, Капошвар, Пакш, Боньхад и Домбовар и проявленные при этом доблесть и мужество[17];
  - Награждён орденом Кутузова III степени указом Президиума Верховного Совета СССР от 15 сентября 1944 года, за образцовое выполнение заданий командования в боях с немецкими захватчиками, за овладение городом Кишинёв и проявленные при этом доблесть и мужество[18].
- 126-й гвардейский стрелковый Дунайский орденов Суворова, Кутузова и Александра Невского полк[19]
  - Почётное наименование «Дунайский» присвоено приказом Верховного главнокомандующего № 01 от 6 января 1945 года, в ознаменование одержанной победы и отличия в боях при форсировании реки Дунай;
  - Награждён орденом Суворова III степени указом Президиума Верховного Совета СССР от 26 апреля 1945 года, за образцовое выполнение заданий командования в боях с немецкими захватчиками при овладении городами Чорно, Шарвар и проявленные при этом доблесть и мужество[17].
  - Награждён орденом Кутузова III степени указом Президиума Верховного Совета СССР от 5 апреля 1945 года, за образцовое выполнение заданий командования в боях с немецкими захватчиками при овладении городом Будапешт и проявленные при этом доблесть и мужество[17];
  - Награждён орденом Александра Невского указом Президиума Верховного Совета СССР от 15 сентября 1944 года, за образцовое выполнение заданий командования в боях с немецкими захватчиками, за овладение городом Кишинёв и проявленные при этом доблесть и мужество[18].
- 89-й гвардейский артиллерийский Кишинёвский ордена Кутузова и Александра Невского полк[20][14]
  - Почётное наименование «Кишинёвский» присвоено приказом Верховного главнокомандующего № 0310 от 15 сентября 1944 года, в ознаменование одержанной победы и отличия в боях за овладение городом Кишинёв;
  - Награждён орденом Кутузова III степени указом Президиума Верховного Совета СССР от 5 апреля 1945 года, за образцовое выполнение заданий командования в боях с немецкими захватчиками при овладении городом Будапешт и проявленные при этом доблесть и мужество[17];
  - Награждён орденом Александра Невского указом Президиума Верховного Совета СССР от 6 января 1945 года, за образцовое выполнение заданий командования в боях с немецкими захватчиками, за овладение городами Сексард, Капошвар, Пакш, Боньхад и Домбовар и проявленные при этом доблесть и мужество[17].

## Командование дивизии

### Командиры
- Иванов, Николай Петрович (06.08.1942 — 25.02.1943) гвардии генерал-майор, пропал без вести в районе Барвенково;
- Саркисян, Андроник Саркисович (10.04.1943 — 22.06.1943), гвардии полковник;
- Цветков, Константин Николаевич (23.06.1943 — 11.09.1943), гвардии полковник (ранен, выбыл на лечение);
- Беляев, Александр Филиппович (11.09.1943 — 04.10.1943), гвардии подполковник, гвардии полковник (ВРИД);
- Цветков, Константин Николаевич (04.10.1943 — 10.1945), гвардии полковник, с 25.10.1943 гвардии генерал-майор[21][22]

### Заместители командира дивизии по строевой части
- Абрамов, Иван Васильевич (02.08.1942 — 28.02.1943), гвардии полковник, убит;
- Пискунов, Дмитрий Григорьевич (06.06.1944 — 09.03.1945), гвардии полковник;
- Максимчук, Андрей Трофимович ( — 10.1945), гвардии полковник

### Военные комиссары (с 09.10.1942 заместители командира дивизии по политической части)
- Анисимов, Алексей Никитович (01.08.1942 — 25.02.1943), гвардии старший батальонный комиссар, с 31.01.1943 гвардии подполковник (пропал без вести);
- Некрасов, Алексей Михеевич (06.04.1943 — 06.12.1943), гвардии майор, с 19.06.1943 гвардии подполковник;
- Шахов, Андрей Исаевич (06.12.1943 — 10.1945), гвардии подполковник, с 3.02.1945 гвардии полковник[23]

### Начальники штаба дивизии
- Захаркин, Иосиф Фёдорович (02.08.1942 — 12.1942), гвардии подполковник;
- Беляев, Александр Филиппович (12.1942 — 11.09.1943), гвардии подполковник;
- Матвеев, Игнат Михайлович (11.09.1943 — 04.10.1943), гвардии майор (ВРИД);
- Беляев, Александр Филиппович (04.10.1943 — 11.12.1943), гвардии полковник (погиб 11.12.1943);
- Барынин, Пётр Васильевич ( — 30.11.1944), гвардии подполковник, умер от ран;
- Козлов, Святослав Николаевич ( — 10.1945), гвардии подполковник

## Память
В городе Северодонецке есть проспект, на первом доме которого установлена мемориальная доска с такой надписью:
«31 января 1943 года воины 41-й гвардейской стрелковой дивизии освободили посёлок Лисхимстрой (ныне город Северодонецк) от
немецко-фашистских захватчиков. Вечно благодарные северодончане в честь освободителей назвали проспект Гвардейским»